# Andrew Lau
Andrew Lau Wai-keung (劉偉強, nascut el 4 d'abril de 1960) és un director de cinema, productor i cinematògraf de Hong Kong. Lau va començar la seva carrera a les dècades de 1980 i 1990, servint com a director de fotografia de cineastes com Ringo Lam, Wong Jing i Wong Kar-wai. A la dècada de 1990, Lau va decidir tenir més llibertat creativa com a director de fotografia convertint-se en director de cinema i productor. A més de fer pel·lícules al seu Hong Kong natal, Lau també ha fet pel·lícules a la Xina, Corea i els Estats Units. Un cineasta molt prolífic, Lau ha fet pel·lícules en diversos gèneres, i és més notable a Occident per les seves pel·lícules d’acció i ficció criminal, que inclouen la Sèrie de pel·lícules Young and Dangerous, la trilogia Infernal Affairs (aquesta última codirigida juntament amb Alan Mak), i Revenge of the Green Dragons (producció executiva de Martin Scorsese).

## Primers anys
Andrew Lau va néixer el 4 d'abril de 1960 i és un dels sis germans. Quan era nen, es va criar als Nous Territoris de Hong Kong. El seu pare treballava com a treballador de la construcció a l'illa de Hong Kong. Com que els seus pares no tenien temps per concentrar-se en tots els seus fills, Lau havia desenvolupat un interès per la fotografia. Lau també era catòlic, i cada setmana anava a l'església, on aprenia a tocar la guitarra. Quan era nen i estudiant de secundària, Lau admet que no li agradava Hong Kong, ja que era una colònia britànica.
Actualment té quatre fills, tres fills i una filla.

## Carrera
Lau es va unir al Shaw Brothers Studio després de graduar-se a l'escola secundària. Va debutar al cinema com a director de fotografia semi-habilitat per a la pel·lícula de Lau Kar-leung de 1982 Shi ba ban wu yi. Més tard va treballar com a director de fotografia per a la pel·lícula d'arts marcials de Sammo Hung de 1986 Millionaires Express i el thriller policial de Ringo Lam de 1987 Emergència, on es va fer conegut pel seu ús de il·luminació i cinematografia de mà. El seu treball a As Tears Go By (1988), el debut com a director de Wong Kar-wai, li va valer el seu primer Hong Kong Film Award  nominació a la millor fotografia. També va rodar la part inicial de Chungking Express de Wong Kar-wai el 1994 (Christopher Doyle va ser director de fotografia de la segona meitat de la pel·lícula).

### Realització cinematogràfica
Lau es va convertir en director de cinema i productor a més de ser director de fotografia. Va debutar com a director amb la pel·lícula d'acció de 1990 Against All. Lau va fer pel·lícules per al prolífic cineasta Wong Jing, inclosa la pel·lícula de 1993 del Categoria III Raped by an Angel i el 1994 la pel·lícula To Live and Die in Tsimshatsui. una pel·lícula centrada en les tríades de Hong Kong. La pel·lícula va tenir un gran èxit a Hong Kong, però també va tenir polèmica per la seva glorificació de les Tríades. La pel·lícula va generar diverses seqüeles i spin-offs, de les quals Lau va dirigir set seqüeles i una preqüela. Mentre filmava la franquícia, Lau es va unir amb el guionista Manfred Wong i el productor de cinema Wong Jing per establir BoB and Partners Co. Ltd., una empresa responsable de les pel·lícules fetes pel trio de cineastes. Les col·laboracions del trio van tenir èxit amb pel·lícules com The Storm Riders, The Legend of Speed i The Duel.
El 2002, Lau va establir Basic Pictures, una empresa responsable de les pel·lícules en què va exercir de productor i director. Aquell any va tenir l'èxit d'Infernal Affairs, un thriller criminal amb el repartiment més gran de qualsevol pel·lícula de Hong Kong aquell any. Infernal Affairs es va convertir en un gran èxit de taquilla a Hong Kong, fins i tot es va considerar com un "miracle de taquilla" en un moment en què es deia que el cinema de Hong Kong mancava de creativitat. Infernal Affairs també va marcar la primera de diverses col·laboracions amb el codirector Alan Mak i el guionista Felix Chong. Altres pel·lícules dels directors i el guionista inclouen les seqüeles d'Infernal Affairs (Infernal Affairs II i Infernal Affairs III), Initial D i Confession of Pain.
El 2014, Lau va dirigir Revenge of the Green Dragons, que va ser codirigida per Andrew Loo i produïda per Martin Scorsese. La pel·lícula s'ha projectat en diversos festivals internacionals de cinema, i també havia rebut una estrena en cinema i VOD als Estats Units. In December 2014, Lau said that the film was able to make profit.

### Altres obres
El 2007, Lau va dirigir un curtmetratge de cinc minuts per a Vision Beijing, un projecte de l'Associació d'Intercanvis Culturals Estrangers de Beijing i l'Oficina d'Informació del Govern Municipal de Pequín. El curtmetratge de Lau es va centrar en la cuina de Pequín, i estava format per actors de la Xina, Hong Kong i Taiwan com a "ambaixadors". El repartiment incloïa Tony Leung Chiu-Wai, Shu Qi i Jay Chou, actors que havien aparegut en diverses de les pel·lícules de Lau.
El 2009, Lau va dirigir un anunci de vuit minuts promocionant el cotxe de luxe Acura TL. L'anunci es divideix en tres històries i presenta a Andy Lau com a marxant de vins i Gwei Lun-mei com a artista. El rodatge va tenir lloc a San Francisco, Califòrnia amb un equip de producció estatunidenc.

## Filmografia

### Director
- Against All (1990)
- The Ultimate Vampire (1991)
- Rhythm of Destiny (1992)
- Raped by an Angel (1993)
- All New Human Skin Lanterns (1993)
- Modern Romance (1994)
- To Live and Die in Tsimshatsui (1994)
- Lover of the Last Empress (1995)
- The Mean Street Story (1995)
- Young and Dangerous (1996)
- Best of the Best (1996)
- Young and Dangerous 2 (1996)
- Young & Dangerous III (1996)
- Young and Dangerous 4 (1997)
- The Storm Riders (1998)
- Young and Dangerous V (1998)
- Young & Dangerous: The Prequel (1998)
- The Legend of Speed (1999)
- A Man Called Hero (1999)
- Born to Be King (2000)
- Sausalito (2000)
- The Duel (2000)
- Dance of a Dream (2001)
- God of Fist Style a.k.a. Legend of Tekken (2001)
- Bullets of Love (2001)
- Infernal Affairs (2002) – co-dirigida amb Alan Mak
- Women from Mars (2002)
- The Wesley's Mysterious File (2002)
- Infernal Affairs II (2003) - codirigida amb Alan Mak
- Infernal Affairs III (2003) - codirigida amb Alan Mak
- Suicide Note on Dot Social (2003)
- The Park (2003)
- Initial D (2005) - codirigida amb Alan Mak
- Fox Volant of the Snowy Mountain (2006) - TV series
- Confession of Pain (2006) - codirigida amb Alan Mak
- Daisy (2006)
- The Flock (2007)
- Look for a Star (2008)
- Legend of the Fist: The Return of Chen Zhen (2010)
- A Beautiful Life (2011)
- The Guillotines (2012)
- Revenge of the Green Dragons (2014)
- From Vegas to Macau III (2016) - codirigida amb Wong Jing
- The Founding of an Army (2017)
- Kung Fu Monster (2018)
- The Captain (2019)
- Chinese Doctors (2021)

### Actor
- Little Cop (1989)
- Curry and Pepper (1990)
- Inspiration Nightmare (1992)
- Twin Dragons (1992)
- Growing Up (1996)
- Young and Dangerous 4 (1997)
- As the Light Goes Out (2014)
- Kung Fu Jungle (2014)